# Hejnał

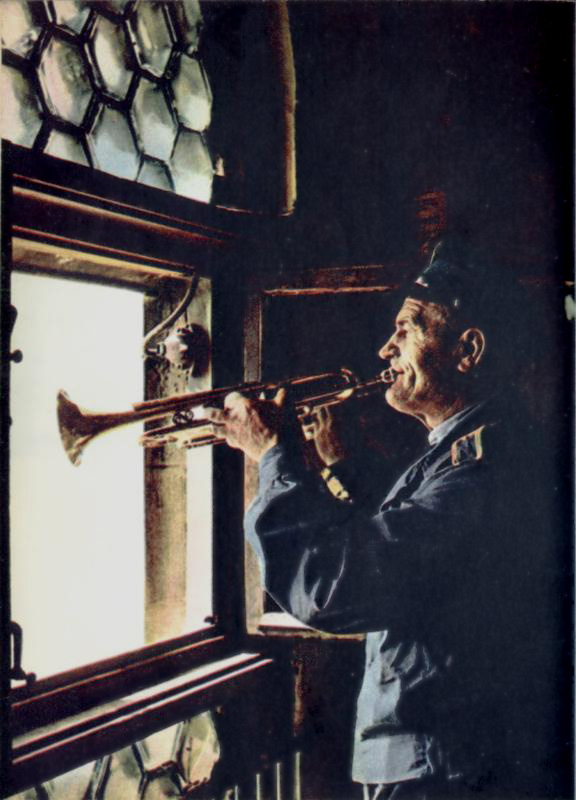
Hejnał-Spieler in Krakau

Hejnał ist ein polnisches Signal des Triumphes, das meist mit einer Trompete oder durch ein Glockenspiel von einem Turm (Rathaus, Kirche o. Ä.) abgespielt wird. Heute wird es eher als traditionelles kulturelles Erbe angesehen und zum Teil täglich um die gleiche Uhrzeit, meist vom Rathaus aus, gespielt.
Manche Hejnałs haben sich im Laufe der Zeit zu ganzen Liedern samt Text entwickelt.

## Geschichte
Das Krakauer Hejnał Mariacki wird auch der Abgebrochene Warnruf (Przerwany Hejnał) genannt. Es wurde im Mittelalter zur Morgen- und Abenddämmerung gespielt, um die Öffnung und Schließung der Stadttore anzukündigen. Seit 1810 wird es wieder regelmäßig aufgeführt, zu jeder Stunde in die vier Himmelsrichtungen, und seit 1927 auch zur Mittagszeit im Radio übertragen. Im 20. Jahrhundert verschmolzen historische Tatsachen (z. B. Schlacht bei Wahlstatt im April 1241), Legenden und das 1928 erschienene Kinderbuch des Amerikaners Eric P. Kelly zu der erstmals 1935 in Reiseführern erwähnten Legende, wonach das Signal abbräche, weil beim Tatarenangriff von 1241 der Trompeter von einem Pfeil getroffen worden sei. Nun werde ihm zu Ehren das Hejnał immer nur bis zu dem Ton gespielt, den der Trompetenspieler als letzten vor seinem Tode noch gespielt habe.

## Aktuelle Hejnałs in Polen
Hejnals werden auch in Städten aufgeführt, die bis 1945 zu Deutschland gehört haben
- Hejnał Mariacki in Krakau – jede volle Stunde, anhörenⓘ/?
- Beskidzkie Echo in Gorlice – um 12 Uhr mittags,
- Hejnał bydgoski in Bydgoszcz – viermal täglich,
- Hejnał miasta Opola in Opole,
- Hejnał Iławy in Iława – um 12 Uhr mittags,
- Hejnał Płocki in Płock – täglich um 12 Uhr und um 18 Uhr,
- Hejnał Olsztyna in Olsztyn – täglich um 12 Uhr mittags sowie am 31. Dezember um Mitternacht,
- Hejnał Miasta Poznania in Posen – stündlich von 7 bis 21 Uhr mit Glocken, jedoch um 12 Uhr mit Trompete,
- Hejnał Łodzi „Prząśniczka“ in Łódź – zweimal um 12 Uhr mittags,
- Hejnał Miasta Lublina in Lublin – um 12 Uhr mittags,
- Hejnał Białegostoku in Białystok – um 12 Uhr mittags,
- Hejnał Trzebiatowski in Trzebiatów – um 9, 12, 15 und 18 Uhr,
- Hejnał Zgierza „Stary młynarz ze Zgierza“ in Zgierz – um 12 Uhr mittags (samstags mit Trompete),
- Hejnał Warszawski in Warschau – täglich um 11:15 Uhr in drei Himmelsrichtungen (nicht nach Osten),
- Fanfary suwalskie in Suwałki – um 12 Uhr mittags und
- Hejnał grudziądzki in Grudziądz (Graudenz) um 12 Uhr mittags.

## Ehemalige polnische Hejnałs
- Rota in Vilnius (1918–1926)